# 기술관료제 운동

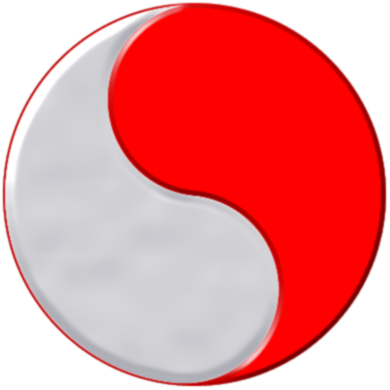
기술관료제 운동의 상징인 붉은색과 은색의 모나드. 소비와 생산의 균형을 의미한다.

기술관료제 운동(영어: technocracy movement)은 1930년대 미국과 캐나다에서 유행했던 사회운동이다. 대의민주제와 그에 수반되는 당파주의의 대안으로 기술관료제를 주장했다. 역사학자들은 기술관료제 운동을 미국 공학자 하워드 스콧이 조직한 테크니컬 얼라이언스 및 테크노크라시 Inc.와 결부시켜 이해하고 있다. 북미 기술관료제 운동은 경제를 경영하기 위한 기술적 전문성을 지닌 과학자와 공학자들로 당파주의적 정치꾼들과 사업주들을 대체할 것을 제안했다. 기술관료제 운동은 대공황을 이겨내기 위한 다른 제안들과의 경쟁에서 승리하지 못하고 저물었다. 하지만 기술관료제 운동은 완전히 소멸하지 않고 오늘날까지도 명맥을 유지하고 있으며, 2013년 현재까지 테크노크라시 Inc.는 뉴스레터 발행, 웹사이트 운영, 회원 총회 개최 등을 계속하고 있다.